# Danilo Barbosa
Danilo Barbosa da Silva (født 28. februar 1996 i Simões Filho, Brasilien) eller bare kendt som Danilo er en brasiliansk fodboldspiller, der spiller på den defensive midtbane hos Braga i Portugal.